# Adolf Karl Ludwig Claus
Pour les articles homonymes, voir Claus.
Adolf Karl Ludwig Claus (1838-1900) est un chimiste allemand, connu pour avoir proposé une des premières structures hexagonale pour le benzène : le benzène de Claus. Il est le frère du zoologiste Carl Claus.